# باربرا جيركن
باربرا جيركن (بالإنجليزية: Barbara Gerken)‏ مواليد 3 يوليو 1964، هي لاعبة كرة مضرب أمريكية سابقة بدأت مسيرتها كمحترفة سنة 1981، اعتزلت اللعب في 1989. أعلى تصنيف لها في الفردي كان المركز الـ 55 في سنة 1987. أعلى تصنيف لها في الزوجي كان المركز الـ 45 في سنة 1989.

## النهائيات

### الفردي: 3 (0–3)
| الحصيلة | الرقم | التاريخ        | الدورة            | الأرضية | المنافس         | النتيجة  |
| ------- | ----- | -------------- | ----------------- | ------- | --------------- | -------- |
| الوصافة | 1.    | يوليو 28, 1986 | بيركلي            | صلبة    | ميليسا غرني     | 1–6, 3–6 |
| الوصافة | 2.    | أبريل 19, 1987 | بطولة طوكيو للتنس | صلبة    | كاترينا مالييفا | 2–6, 3–6 |
| الوصافة | 3.    | مايو 3, 1987   | سنغافورة          | صلبة    | آن مينتر        | 4–6, 1–6 |

## روابط خارجية
- باربرا جيركن على موقع رابطة محترفات التنس (الإنجليزية)
- باربرا جيركن على موقع الاتحاد الدولي لكرة المضرب (الإنجليزية)
- باربرا جيركن على موقع خلاصة التنس.كوم (الإنجليزية)